# Безансно, Оливье
Оливье́ Безансно́ (фр. Olivier Besancenot; род. 14 апреля 1974) — французский политический и профсоюзный деятель радикального левого толка, выходец из троцкистской традиции, один из основателей Новой антикапиталистической партии (НПА). Ранее входил в руководство Революционной коммунистической лиги (РКЛ). Кандидат от РКЛ на президентских выборах во Франции в 2002 и 2007 годах.

## Частная жизнь
Безансно родился в промышленном пригороде Парижа Леваллуа-Перре (департамент О-де-Сен). Его отец был преподавателем, а мать — психологом в школе. Он изучал историю в университете Париж X — Нантер, и продолжил своё образование в Университете Париж-6 (Университет Пьера и Марии Кюри) по специальности «новейшая история». С 1997 года по 1999 год работал почтальоном в Нейи-сюр-Сен. С 2013 года вновь работает на почте в 18-м округе Парижа.

## Политическая деятельность
Наряду с Аленом Кривином и Розелин Вашетта, Безансно являлся одним из публичных представителей РКЛ. Луиза Мишель, Роза Люксембург, Эрнесто Че Гевара и Лев Троцкий — политические кумиры Безансно, но его отличительной особенностью является то, что в своих выступлениях он старается избегать троцкистских ярлыков:

«Я ни троцкист, ни геварист, ни люксембургианец — я революционер. Революция должна открыть себя заново, ибо никакие революционные эксперименты не достигали цели. Некоторые из них заканчивались кровавыми карикатурами».
Участие Оливье Безансно в политической жизни началось в раннем возрасте. В 1988 году, когда ему только исполнилось 14 лет, Безансно вступил в антирасистскую организацию «SOS Racisme» и группу «Революционная коммунистическая молодёжь», которая ориентировалась на Революционную коммунистическую лигу. Во время учёбы в университете, он создал ячейку Всеобщей конфедерации труда в супермаркете, в котором работал.
В 1991 году Безансно вступил в РКЛ. С 1997 года член радикального профсоюза СЮД-ПТТ (подразделение, в которое входят работники почтовых, телефонных и телекоммуникационных служб). Он оставил почтовую службу в 1999 году, и в 2000 году работал в качестве парламентского атташе Алена Кривина в Европарламенте. В 2001 и 2002 годах он участвовал в работе первого и второго Всемирных социальных форумов в Порту-Алегри. Пишет для газеты РКЛ «Rouge» и журналов Четвёртого интернационала «Inprecor» и «International Viewpoint».
В октябре 2008 года были задержаны семь человек, включая главу компании по распространению электрошокеров «Taser», по подозрению в слежке и преследовании Оливье Безансно и его жены. Политик связывал слежку с тем, что он предложил запретить использование электрошокеров.
В 2008—2009 годах вместе с Аленом Кривином и другими активистами РКЛ принимал активное участие в формировании Новой антикапиталистической партии (НПА) во Франции.
В 2019 году совместно с Аленом Кривином, Филиппом Путу, Алексом Каллиникосом, Фредриком Джеймисоном, Хорхе Алеманом, Робертом Бреннером, Славоем Жижеком, внуком Льва Троцкого Эстебаном Волковым и другими левыми интеллектуалами, подписал петицию против показа мини-сериала «Троцкий», который был ранее куплен для показа компанией потокового мультимедиа Netflix.

## Президентские выборы

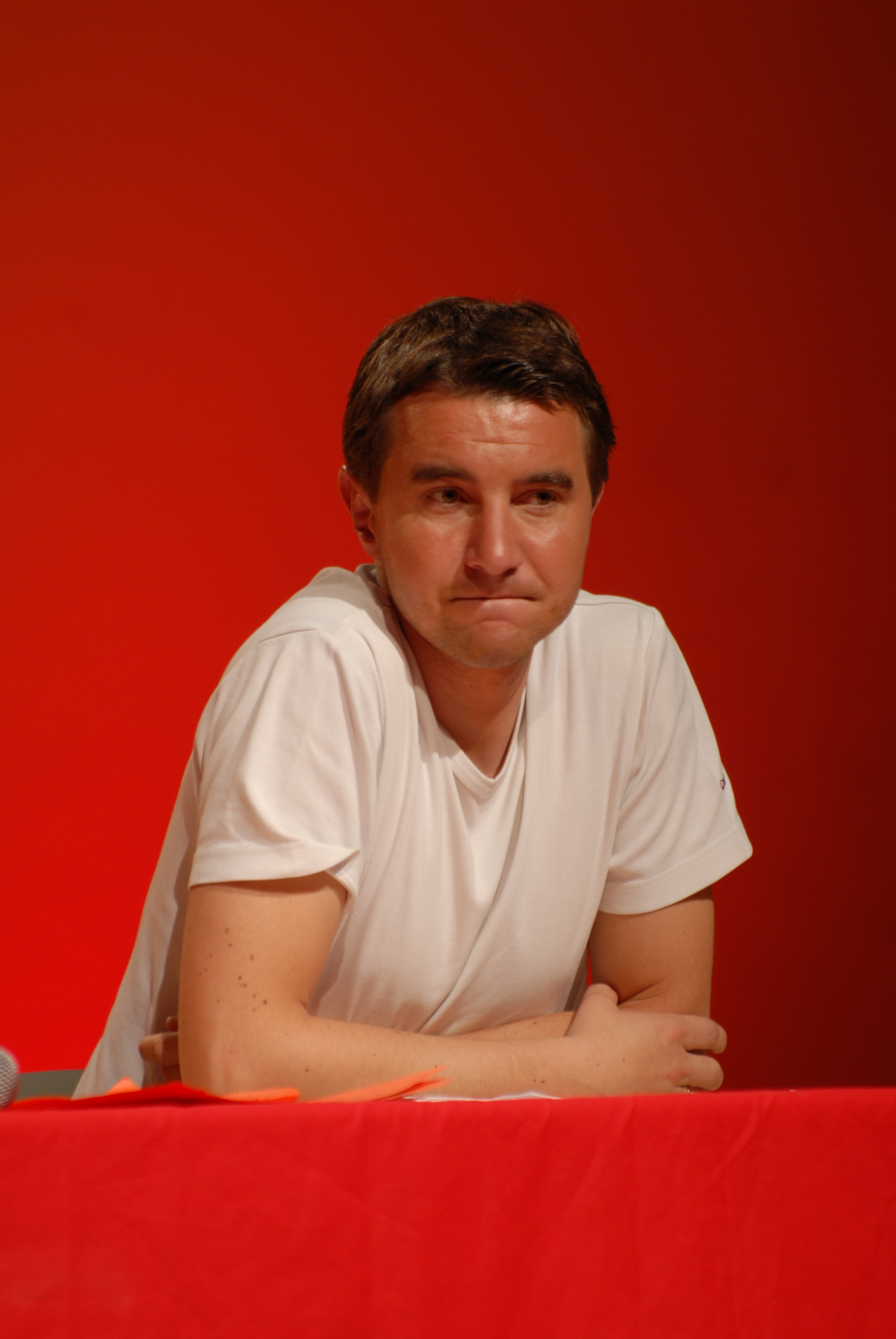
Оливье Безансно на встрече с избирателями (Тулуза, 20 апреля 2007 года)

Общенациональную известность Безансно получил после участия в президентских выборах во Франции в 2002 году. Он стал самым молодым (28 лет) кандидатом в президенты за всю историю страны. Выступая с открытой революционной социалистической платформой, он получил 1,3 миллиона голосов, или 4,25 %. В группе избирателей до 25 лет он набрал 13,9 %, опередив Жоспена и Ле Пена. Вообще, на тех выборах три кандидата-троцкиста — Оливье Безансно, Арлетт Лагийе и Даниэль Глюкштейн — получили в совокупности 10 %, то есть почти 3 миллиона голосов; в то же время, результат Робера Ю от Французской коммунистической партии был рекордно низким для его партии — менее 4 %.
Безансно вновь выдвигался Лигой на президентский пост на выборах 2007 года. С самого начала своей президентской кампании он выдвинул старый лозунг: «Наши жизни стоят больше, чем их прибыли». Безансно выступал за перераспределение доходов, за повышение минимальной заработной платы, за рабочий контроль на предприятиях, против сокращения штатов, за предоставление документов всем проживающим во Франции иностранцам.
Также он выступил за политическую и электоральную независимость антикапиталистических левых от Социалистической партии и против их участия в возможном левоцентристском правительстве. Из числа неполитических сторонников, Безансно поддержал известный режиссёр Кен Лоуч. В ходе выборов Безансно набрал 1,5 миллиона голосов или 4,08 %, что на 300 тысяч голосов больше, чем на выборах 2002 года. Во втором туре призвал к «единому фронту демократических и социальных сил» против кандидата правых Николя Саркози.
Несмотря на широкую популярность (один из опросов выявил Безансно как левого политика с самым высоким уровнем поддержки — 47 %, существенно выше, чем у лидеров Соцпартии Сеголен Руаяль (35 %) и Франсуа Олланда (31 %)), отказался впредь баллотироваться на президентских выборах. В своём послании он объяснил, что выступает за ротацию поколений публичных лидеров, против вождизма, персонализации в политике и несменяемости кандидатов. На выборах 2012 года вместо него НПА выдвинула секретаря Всеобщей конфедерации труда компании Ford Motor в Реюньоне Филипп Путу. Уже до этого, после неудачных для НПА кантональных выборов 2011 года, Безансно также покинул пост официального партийного представителя, уступив его Мириам Мартен и Кристин Пупен. При этом опросы в 2018 году показывали, что он остаётся одним из популярнейших политиков Франции.

## Литература

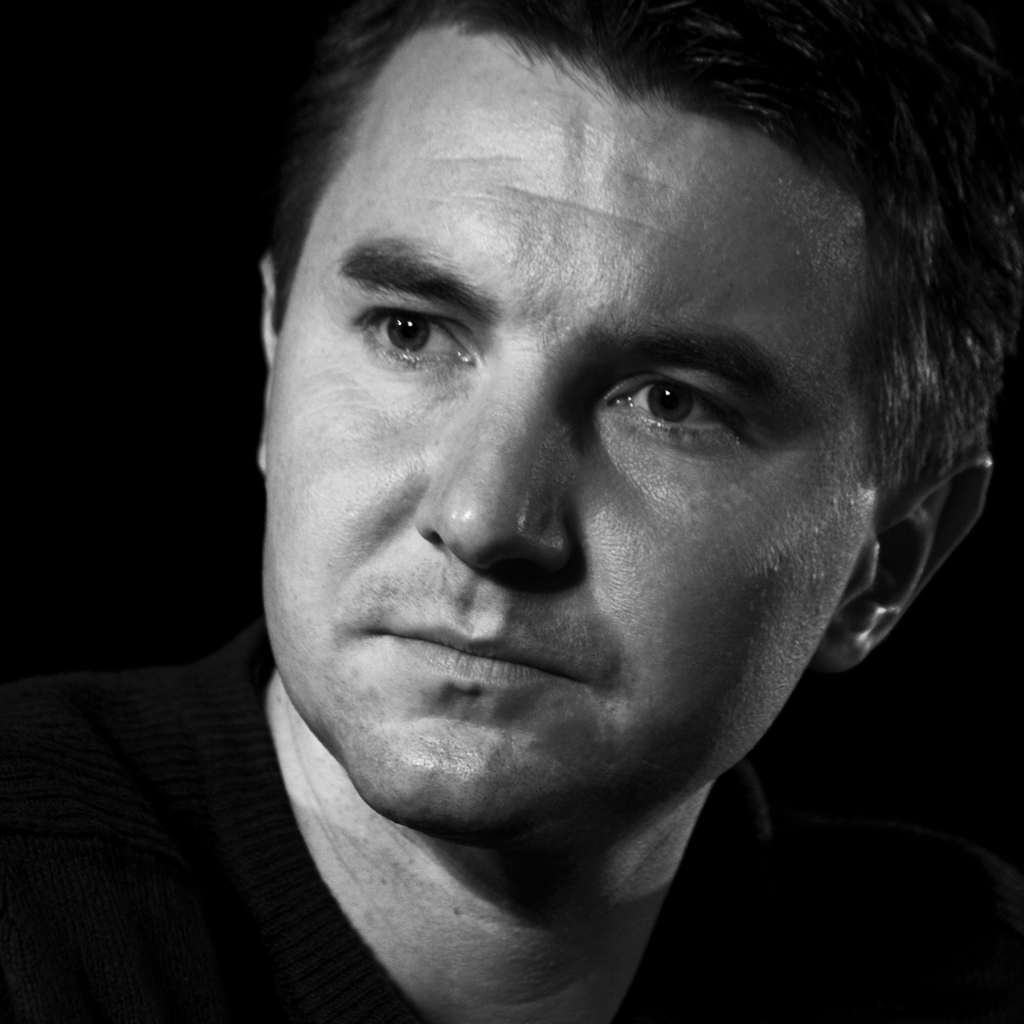
Безансно в 2008 году